# 054A型フリゲート
054A型フリゲート（054Aがたフリゲート、英語: Type 054A frigate、中: 054A型导弹护卫舰）は、中国人民解放軍海軍のフリゲートの艦級。NATOコードネームは江凱II型フリゲート。
概念実証モデルにあたる054型フリゲート（江凱I型）の成果を反映した量産型にあたる。また、改良型の054B型（江凱III型）も建造中であり、約20隻が発注されたという報道がある。

## 来歴
中国海軍は、1990年代初頭よりフリゲートの小規模な近代化に着手した。まず053H2G型（江衛I型）が建造されたものの、国産の個艦防空ミサイルの成績が芳しくなかったことから2隻で打ち止めとなり、フランス製品の山寨版に変更した053H3型（江衛II型）に移行した。こちらは実用性が高いと評価され、10隻が建造された。
しかしこの時期、中国海軍は外洋進出を志向しており、同型の航洋性能では不足があった。このことから、まず新設計の大型の船体に053H3型（江衛II型）と同様の兵装を組み合わせた概念実証モデルとして054型（江凱I型）が建造されて、2005年から2006年にかけて就役した。そしてその成果を踏まえた量産型が本型である。

## 設計
江凱I型（054型）の改良型として建造されたのが江凱II型（054A型）である。本型は用兵側の満足度も高く、ワークホースとして大量に建造されている。
設計主任は、江凱I型（054型）から引き続き徐青技師が務めている。船体は基本的に江凱I型（054型）と同様だが、ナックルラインが上甲板に移され、艦首のブルワークも処理を変更している。

## 装備

### C4ISR
054A型（江凱II型）では、電子装備の改良強化が図られた。初期建造艦の一部には054型（江凱I型）と同系列のZKJ-4シリーズが搭載されたが、新世代のZKJ-5の実用化とともに、こちらが搭載されるようになった。これは052B型駆逐艦（旅洋I型）で装備化された中国第3世代の戦術情報処理装置であり、分散システム化が図られている。戦術データ・リンク装置としては、やはり中国海軍で標準的なHN-900を搭載している。これはイタリアのIPN-10の山寨版とされている。
レーダーは、より高性能なフレガートMAE（あるいはその山寨版である382型）3次元レーダーに変更された。
ソナーとしては、江凱I型（054型）と同じく中周波数の探信儀を搭載するほか、初期建造艦2隻は可変深度ソナー、それ以降は曳航ソナーを搭載しているともされている。これはAN/SQR-19 TACTASSに相当するという説もある。

### 武器システム
15年にわたる053H3型と054型の運用実績を踏まえて、054A型（江凱II型）では新開発のHHQ-16艦対空ミサイル・システムが搭載された。これはHQ-16の艦載版であり、ミサイルはロシアの9M317ME（SA-N-12）をベースに国産化したものが用いられる。そのVLSとしては1基あたり8セルの矩形垂直発射機が用いられており、形式名はH/AKJ-16とされる。火器管制レーダーとしては、3K90と同様に3R90（フロント・ドーム）が使用される。射程も延伸されており、これにより本型は、中国海軍初の僚艦防空フリゲートとされた。
CIWSも新型の730型30mmCIWSを搭載しており、射撃指揮には347G型レーダーを発展させたTR47Cが用いられる。
江凱I型（054型）の100mm単装砲には信頼性の問題があり、江凱II型（054A型）では新型のH/PJ-26 76mm単装速射砲が搭載された。射撃指揮装置としては、近接防空火器である730型CIWSで用いられるのと同機種のTR47Cレーダーが前部マスト基部に配置されている。一方、2024年夏に進水した054AG型では、054B型と同じ100mm単装砲が搭載されている。
対艦兵器としては054型（江凱I型）と同じくYJ-83（C-802）艦対艦ミサイルを4連装発射筒 2基に収容して搭載し、その射撃指揮にはロシア製のMR-331ミネラル（NATOコードネームはバンド・スタンド）を使用する。MR-331は、アクティブ・モードでは250km以内の50目標を同時に追尾、パッシブ・モードでは450kmまで探知可能とされており、大型のレドームに収容されて艦橋構造物上に搭載されている。366A型として山寨化もされている。

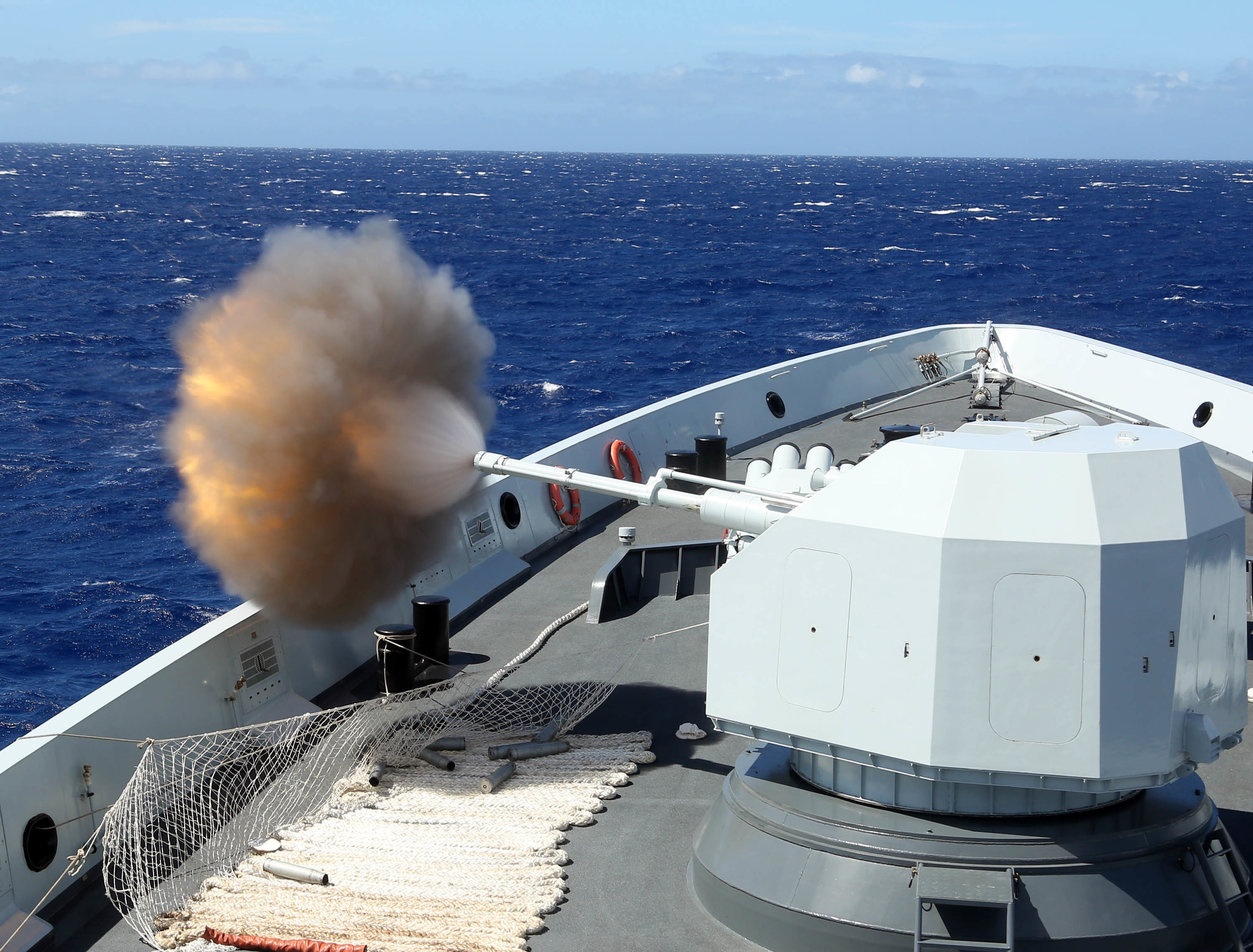
60口径76mm単装砲
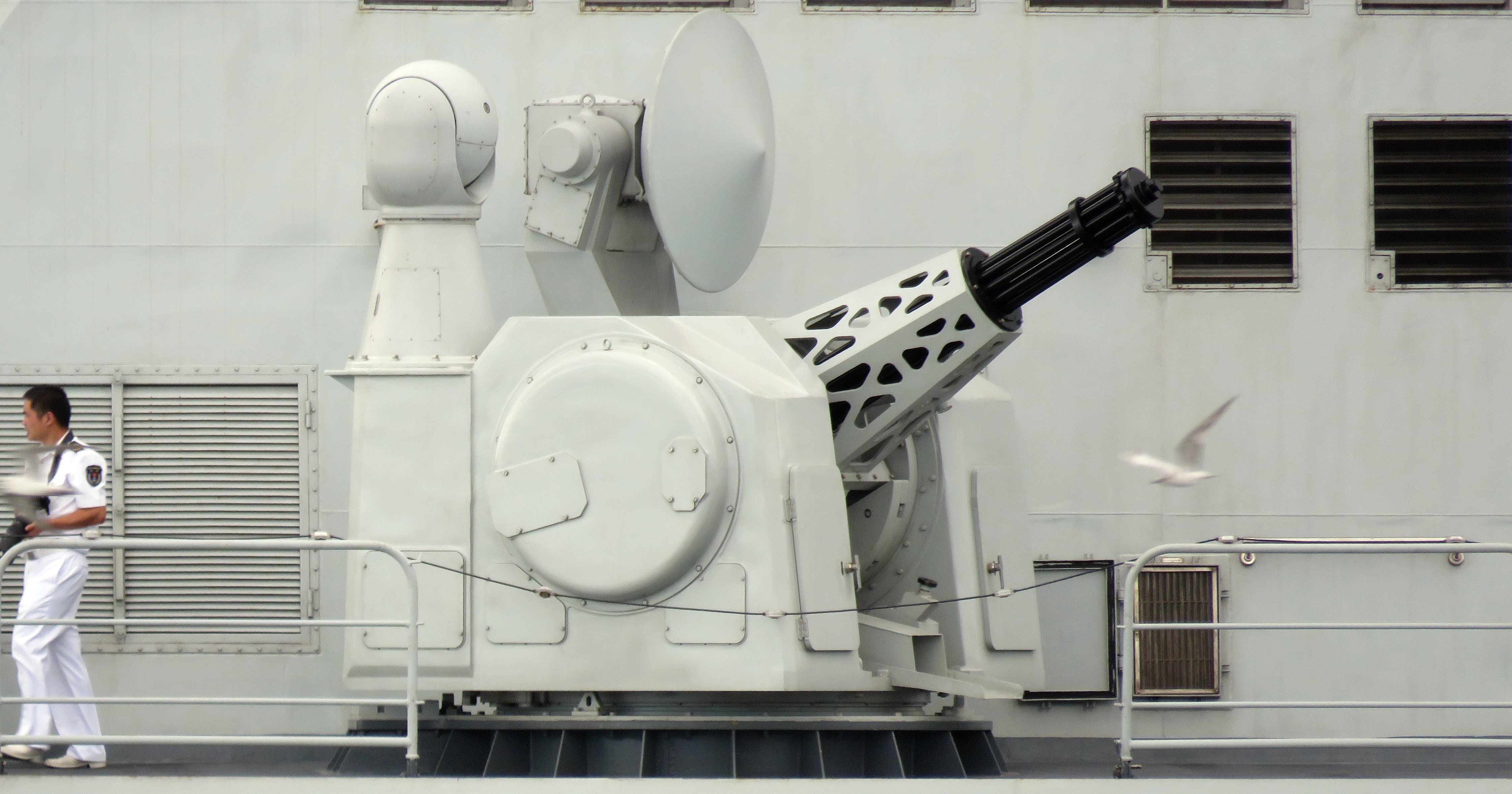
1130型CIWS
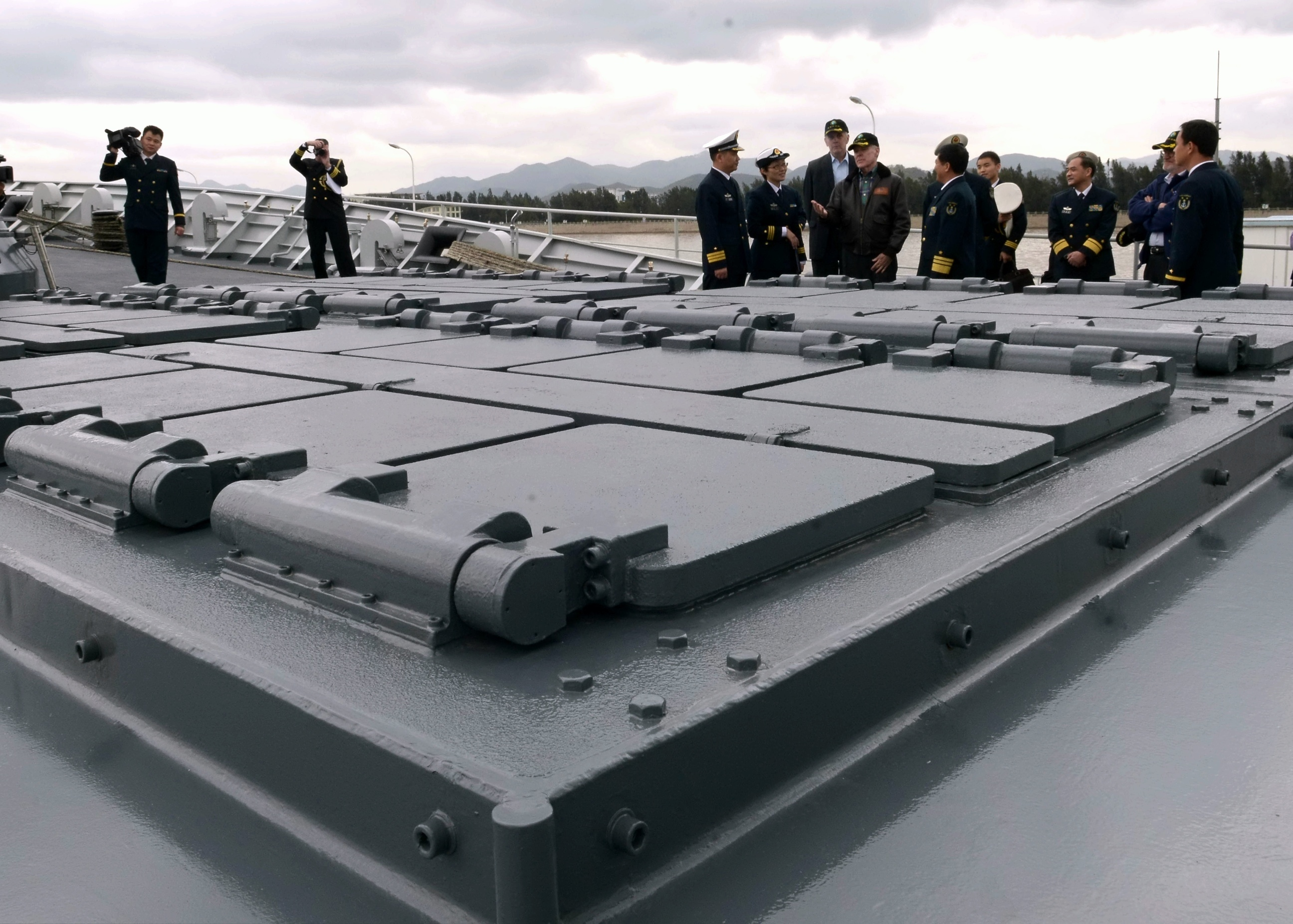
HHQ-16用VLS

### 航空機

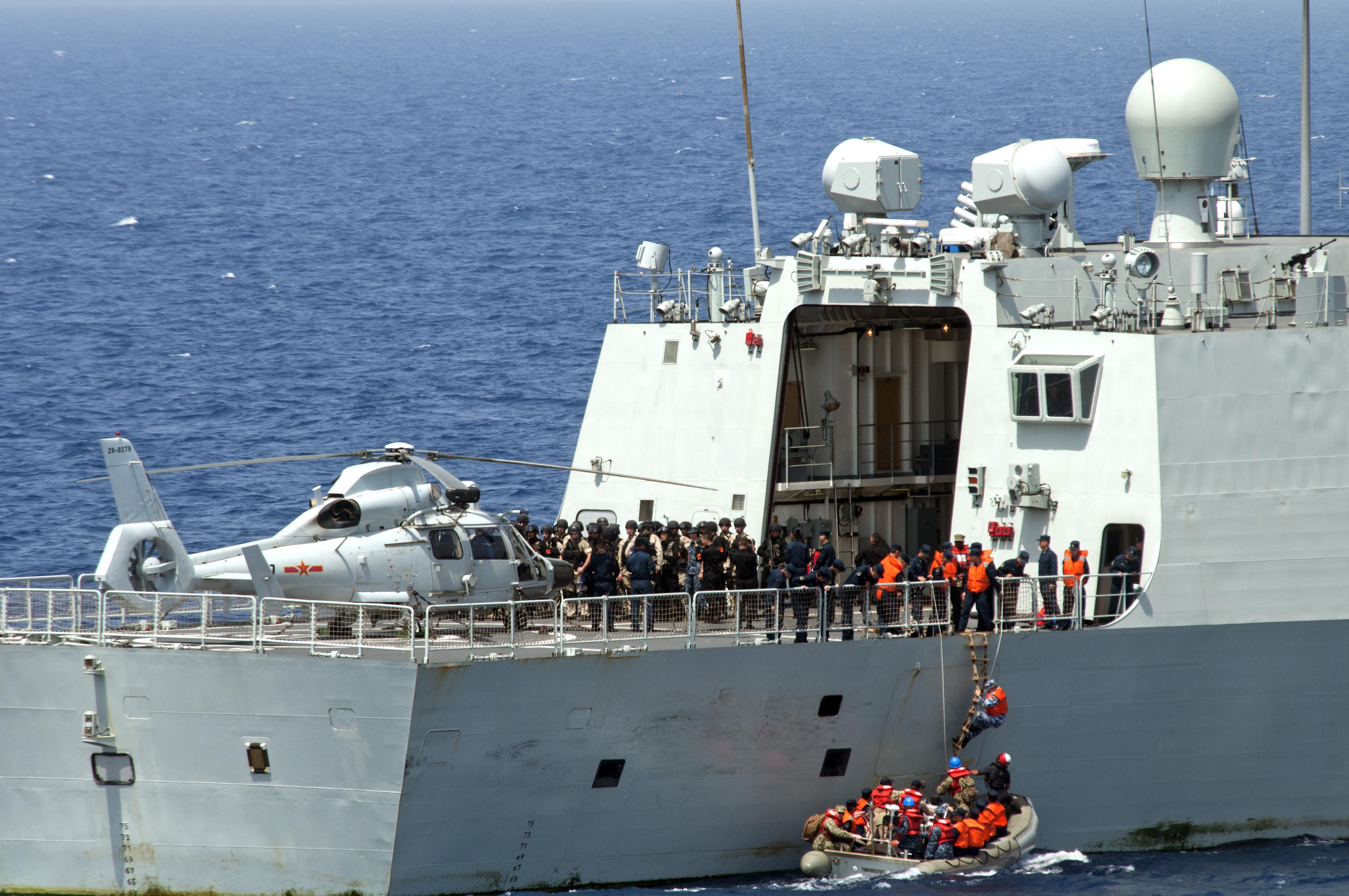
ヘリ格納庫と甲板

艦載ヘリコプターとしては、もともと、国産のZ-9Cを搭載していた。しかしZ-9Cは搭載量・航続距離ともに限定的で、Ka-28は使い勝手が悪かったことから、より大型・高性能なZ-20の哨戒ヘリコプター化が模索されるようになり、2020年より運用試験に入った。これにあわせて、17番艦以降では船体を延長して格納庫やヘリコプター甲板を拡張しており、054AL型とも称される。

## 比較表
| ·        | Template‐ノート:同規模フリゲートに、このページに関する疑問があります。（2025年3月） 疑問の要約：テンプレート名と選択基準の妥当性 |                            |                            |                             |                            |                                            |                                         |                             |
|          | | もがみ型                   | 新型FFM                    | 054A型                      | 054B型                     | C・ベルガミーニ級                          | A・ゴルシコフ級                         | 31型                        |
| 船体     | 満載排水量 | 5,500 t                    | 6,200 t                    | 4,050 t                     | 6,000 t                    | 5,950 t                                    | 5,400 t                                 | 5,700 t                     |
| 船体     | 全長 | 133.0 m                    | 142.0 m                    | 134.0 m                     | 150.0 m                    | 142.0 m                                    | 135.0 m                                 | 138.7m                      |
| 船体     | 全幅 | 16.3 m                     | 17.4 m                     | 15.0 m                      | 18.0 m                     | 19.4 m                                     | 16.0 m                                  | 未公表                      |
| 主機     | 方式 | CODAG                      | CODAG                      | CODAD                       | CODAD                      | CODLAG                                     | CODAG                                   | CODAD                       |
| 主機     | 出力 | 70,000 ps                  | 不明                       | 28,200 ps                   | 未公表                     | 43,500 shp                                 | 55,000 ps                               | 未公表                      |
| 主機     | 速力 | 30 kt                      | 30 kt                      | 27 kt                       | 未公表                     | 27 kt                                      | 29-30 kt                                | 28 kt                       |
| 兵装     | 砲熕 | 62口径5インチ単装砲×1基    | 62口径5インチ単装砲×1基    | 60口径76mm単装砲×1基        | 100mm単装砲×1基            | 64口径127mm単装砲×1基                      | 70口径130mm単装砲×1基                   | 70口径57mm単装砲×1基        |
| 兵装     | 砲熕 | 62口径5インチ単装砲×1基    | 62口径5インチ単装砲×1基    | 60口径76mm単装砲×1基        | 100mm単装砲×1基            | 62口径76mm単装砲×1基                       | 70口径130mm単装砲×1基                   | 70口径40mm機関砲×1基        |
| 兵装     | 砲熕 | 機関銃架×2基               | 不明                       | 1130型CIWS×2基              | 1130型CIWS×1基             | 80口径25mm単装機銃×2基                     | パラシ CIWS×2基                         | 7.62mm機関銃×8挺            |
| 兵装     | ミサイル | Mk.41 VLS×16セル （07式）  | Mk.41 VLS×32セル           | VLS×32セル （HQ-16 / CY-3） | VLS×32セル （HQ-16FE）     | シルヴァーA50 VLS×16セル （アスター15/30） | 3K96 VLS×32セル （9M96E2-1/E、9M110）   | VLS×24セル （シーセプター） |
| 兵装     | ミサイル | SeaRAM 11連装発射機×1基    | SeaRAM 11連装発射機×1基    | VLS×32セル （HQ-16 / CY-3） | HHQ-10 24連装発射機×1基    | シルヴァーA50 VLS×16セル （アスター15/30） | 3K96 VLS×32セル （9M96E2-1/E、9M110）   | VLS×24セル （シーセプター） |
| 兵装     | ミサイル | 17式 4連装発射筒×2基       | 17式 4連装発射筒×2基       | YJ-83 4連装発射筒×2基       | YJ-83 4連装発射筒×2基      | テセオ 4連装発射筒×4基                     | UKSK VLS×16セル （P-800、カリブルNK）   | Mk.41 VLS （SLCM・SSM）     |
| 兵装     | 水雷 | 324mm3連装短魚雷発射管×2基 | 324mm3連装短魚雷発射管×2基 | 324mm3連装短魚雷発射管×2基  | 324mm3連装短魚雷発射管×2基 | 324mm3連装短魚雷発射管×2基                 | 4連装短魚雷発射管×2基                   | ―                           |
| 艦載機   | 艦載機 | SH-60K×1機                 | SH-60K×1機                 | Z-9C / Ka-28×1機            | Z-20×1機                   | NFH90×1機                                  | Ka-27×1機                               | AW159 / AW101×1機           |
| 同型艦数 | 同型艦数 | 6隻/12隻予定 （4隻艤装中） | 12隻予定                   | 40隻/50隻予定 （6隻艤装中） | 2隻/20隻予定               | 12隻予定 （2隻艤装中）                     | 2隻 / 15隻予定 （1隻艤装中、5隻建造中） | 10隻予定 （4隻建造中）      |

## 同型艦一覧
| #           | 艦名                | 造船所                      | 進水            | 就役            | 配備先   |
| ----------- | ------------------- | --------------------------- | --------------- | --------------- | -------- |
| 530         | 徐州 (Xuzhou)       | 広州中船黄埔造船            | 2006年 9月30日  | 2008年 1月27日  | 東海艦隊 |
| 529         | 舟山 (Zhoushan)     | 滬東中華造船                | 2006年 12月21日 | 2008年 1月3日   | 東海艦隊 |
| 570         | 黄山 (Huangshan)    | 広州中船黄埔造船            | 2007年 3月18日  | 2008年 5月13日  | 南海艦隊 |
| 568         | 衡陽 (Hengyang)     | 滬東中華造船                | 2007年 5月23日  | 2008年 6月30日  | 南海艦隊 |
| 571         | 運城 (Yuncheng)     | 広州中船黄埔造船            | 2009年 2月8日   | 2010年 1月17日  | 南海艦隊 |
| 569         | 玉林 (Yulin)        | 滬東中華造船                | 2009年 4月28日  | 2010年 2月1日   | 南海艦隊 |
| 548         | 益陽 (Yiyang)       | 広州中船黄埔造船            | 2009年 11月17日 | 2010年 10月26日 | 東海艦隊 |
| 549         | 常州 (Changzhou)    | 滬東中華造船                | 2010年 5月18日  | 2011年 5月30日  | 東海艦隊 |
| 538         | 煙台 (Yantai)       | 広州中船黄埔造船            | 2010年 8月24日  | 2011年 7月30日  | 北海艦隊 |
| 546         | 塩城 (Yancheng)     | 滬東中華造船                | 2011年 4月27日  | 2012年 6月5日   | 北海艦隊 |
| 572         | 衡水 (Hengshui)     | 広州中船黄埔造船            | 2011年 5月21日  | 2012年 7月9日   | 南海艦隊 |
| 573         | 柳州 (Liuzhou)      | 滬東中華造船                | 2011年 12月10日 | 2012年 11月22日 | 南海艦隊 |
| 547         | 臨沂 (Linyi)        | 広州中船黄埔造船            | 2011年 12月13日 | 2012年 12月22日 | 北海艦隊 |
| 575         | 岳陽 (Yueyang)      | 広州中船黄埔造船            | 2012年 5月9日   | 2013年 5月3日   | 南海艦隊 |
| 550         | 濰坊 (Weifang)      | 滬東中華造船                | 2012年 7月9日   | 2013年 6月22日  | 北海艦隊 |
| 574         | 三亜 (Sanya)        | 滬東中華造船                | 2012年 11月30日 | 2013年 12月13日 | 南海艦隊 |
| 577         | 黄岡 (Huanggang)    | 中船黄埔文沖船舶 (長洲廠区) | 2013年 4月28日  | 2015年 1月16日  | 東海艦隊 |
| 576         | 大慶 (Daqing)       | 中船黄埔文沖船舶 (長洲廠区) | 2013年 10月8日  | 2015年 1月16日  | 北海艦隊 |
| 578         | 揚州 (Yangzhou)     | 滬東中華造船                | 2013年 9月30日  | 2015年 9月21日  | 東海艦隊 |
| 579         | 邯鄲 (Handan)       | 中船黄埔文沖船舶 (長洲廠区) | 2014年 7月28日  | 2015年 8月19日  | 北海艦隊 |
| 532         | 荊州 (Jingzhou)     | 滬東中華造船                | 2015年 1月22日  | 2016年 1月5日   | 東海艦隊 |
| 531         | 湘潭 (Xiangtan)     | 中船黄埔文沖船舶 (長洲廠区) | 2015年 3月20日  | 2016年 2月24日  | 東海艦隊 |
| 515         | 浜州 (Binzhou)      | 滬東中華造船                | 2015年 12月13日 | 2016年 12月29日 | 東海艦隊 |
| 536         | 許昌 (Xuchang)      | 中船黄埔文沖船舶 (長洲廠区) | 2016年 5月30日  | 2017年 6月23日  | 南海艦隊 |
| 539         | 蕪湖 (Wuhu)         | 滬東中華造船                | 2016年 6月8日   | 2017年 6月29日  | 北海艦隊 |
| 599         | 安陽 (Anyang)       | 滬東中華造船                | 2017年 3月28日  | 2018年 4月12日  | 東海艦隊 |
| 598         | 日照 (Rizhao)       | 中船黄埔文沖船舶 (長洲廠区) | 2017年 4月1日   | 2018年 1月12日  | 北海艦隊 |
| 500         | 咸寧 (Xianning)     | 中船黄埔文沖船舶 (長洲廠区) | 2017年 9月22日  | 2018年 8月28日  | 南海艦隊 |
| 533 元・601 | 南通 (Nantong)      | 滬東中華造船                | 2017年 12月16日 | 2018年 12月23日 | 東海艦隊 |
| 542         | 棗荘 (Zaozhuang)    | 中船黄埔文沖船舶 (長洲廠区) | 2018年 6月30日  | 2019年 2月22日  | 北海艦隊 |
| 522         | 資陽 (Ziyang)       | 中船黄埔文沖船舶 (長洲廠区) | 2021年 7月12日  | 2022年 7月9日   | 東海艦隊 |
| 523         | 紅河 (Honghe)       | 滬東中華造船                | 2021年 7月31日  | 2022年 12月     | 東海艦隊 |
| 534         | 宝鶏 (Baoji)        | 中船黄埔文沖船舶 (長洲廠区) | 2021年 11月8日  | 2023年 1月      | 東海艦隊 |
| 551         | 巴彦淖尔 (Bayannur) | 中船黄埔文沖船舶 (長洲廠区) | 2021年 12月23日 | 2022年 12月     | 南海艦隊 |
| 537         | 宜興 (Yixing)       | 滬東中華造船                | 2021年 12月23日 | 2023年 1月15日  | 東海艦隊 |
| 552         | 郴州 (Chenzhou)     | 中船黄埔文沖船舶 (長洲廠区) | 2022年 4月23日  | 2023年 6月      | 南海艦隊 |
| 516         | 淮北 (Huaibei)      | 滬東中華造船                | 2022年 5月13日  | 2023年 7月      | 東海艦隊 |
| 553         | 大理 (Dali)         | 中船黄埔文沖船舶 (長洲廠区) | 2022年 8月11日  | 2023年 8月      | 南海艦隊 |
| 517         | 衢州 (Quzhou)       | 滬東中華造船                | 2022年 8月25日  | 2023年 8月      | 東海艦隊 |
| 554         | 通遼 (Tongliao)     | 中船黄埔文沖船舶 (長洲廠区) | 2022年 11月27日 | 2023年 11月     | 南海艦隊 |

## 輸出型
パキスタン海軍に4隻が納入予定。建造は上海の滬東中華造船が担当し、1隻の価格は3億4,800万ドルとされる。
2017年12月に2隻の054AP型フリゲートを契約。さらに2018年6月に2隻の追加契約が行われた。船体や機関は054A型を踏襲しているが、兵装やレーダーの一部が変更されており、この導入によりパキスタン海軍は対空能力を大幅に強化できるとされている。 2021年1月時点で2隻が進水、年中に1番艦が引き渡される予定である。

## 登場作品

### 漫画
『空母いぶき』
「黄岡」と「揚州」が登場。架空の中国海軍空母「広東」を中心とする北海艦隊機動部隊に所属している。

### アニメ
『ルパン三世 　グッバイ・パートナー』
艦名不明の2隻が登場。上海沖の施設に収蔵されていたタイムクリスタルを強奪したルパン三世一味に対し、VLSから対潜ミサイルによる飽和攻撃を行うが、あらかじめルパン一味が施設の天然ガスパイプに仕掛けていた爆弾を起爆させ、その爆発によりミサイルが誘爆した事で大波が発生。二隻とも操舵不能になり衝突・沈没した。

### ゲーム
『Modern Warships』
プレイヤーが操作できる艦艇として架空の「江凱」が登場。